# Eledonoprius serrifrons
Eledonoprius serrifrons – gatunek chrząszcza z rodziny czarnuchowatych i podrodziny Tenebrioninae. Zamieszkuje Europę i zachód Azji.

## Taksonomia
Gatunek ten opisany został po raz pierwszy w 1800 roku przez Edmunda Reittera na łamach „Deutsche entomologische Zeitschrift” pod nazwą Bolitophagus serrifrons. Miejsce typowe znajduje się w Azerbejdżanie, w dolinie rzeki Araks.

## Morfologia
Chrząszcz o ciele długości od 3,6 do 3,8 mm, w zarysie owalnym z wyraźnie ząbkowanymi krawędziami głowy, przedplecza i pokryw. Oczy podzielone są występami policzków. Czułki są krótkie, począwszy od piątego członu coraz szersze, ale z członem ostatnim znacznie dłuższym niż szerokim, w przybliżeniu tak długim jak trzy poprzednie razem wzięte. U samca na nadustku występują dwa krótkie zęby, a na czole dwa duże zęby. Wierzch głowy i przedplecza pokrywają dość ostre, kolcowate guzki. Boki przedplecza są rozpłaszczone i kątowo załamane. Pokrywy mają wyraźnie zaznaczone rzędy, a żeberka międzyrzędów porozbijane na ostre guzki.

## Ekologia i występowanie
Owad zasiedlający stare lasy liściaste, rzadko mieszane; zaliczany jest do reliktów lasów pierwotnych. Jest saproksylicznym mykofagiem. Wszystkie stadia rozwojowe występują w butwiejącym drewnie zgromadzonym w próchnowiskach starych drzew, bogatym w grzybnię takich rodzajów jak błyskoporek i lakownica. Wybierane są przede wszystkim drzewa liściaste, najczęściej buki i dęby, a rzadziej jesiony, topole i wierzby, wyjątkowo zaś jodły.
Gatunek palearktyczny, o rozmieszczeniu zakaukasko-europejskim, znany z prowincji Badajoz, Cáceres i Salamanca w Hiszpanii, gminy Porto-Vecchio na południu Korsyki, regionów Apulia i Basilicata we Włoszech, Grecji, Bułgarii, Krymu, Armenii, Azerbejdżanu i muhafazy Latakia w Syrii.